# 曹东沈
曹东沈（1949年—），河南巩县人，汉族，中华人民共和国政治人物、第十一届全国人民代表大会解放军代表。
毕业于大连工学院船舶设计制造专业，是中共党员。担任海军试验基地司令员。2008年起担任全国人大代表。